# درون‌جا
درون‌جا یا درون‌جای (به لاتین: in situ)، درجا یا درمکان، عبارتی لاتین است که در ترجمه به‌معنای واقعی کلمه به‌معنی «در سایت»، یا «در موقعیت»، یا «در محل» می‌باشد؛ و برای توصیف یک رویداد که در آن رخ می‌دهد، می‌باشد؛ و در بسیاری از زمینه‌های مختلف استفاده می‌شود؛ به عنوان مثال، در زمینه‌هایی مانند فیزیک، شیمی، زیست‌شناسی به‌کار می‌رود؛ درون‌جا، می‌تواند روش اندازه‌گیری را شرح دهد، یعنی در همان محل پدیده بدون جدا شدن آن از سیستم‌های دیگر یا تغییر شرایط اولیه از آزمون رخ می‌دهد.
در علوم رایانه، درجا معمولاً به عملیاتی گفته می‌شود که بدون قطع اجرای یک فرایند (پردازش) انجام شود. برای مثال بروزرسانی سیستم عامل بدون اینکه در عملیات آن وقفه ایجاد شود یا نیاز به راه‌اندازی دوباره دستگاه باشد. نمونهٔ دیگر بازیابی پرونده‌ها (فایل‌ها) بدون ایجاد وقفه در عملکرد رایانه است. در الگوریتمها، درجا به معنی نیاز نداشتن به فضای حافظه اضافی برای اجرای الگوریتم است. به عبارت دقیق‌تر الگوریتم‌های درون جا الگوریتم‌هایی هستند که میزان حافظه اضافی لازم برای اجرای آنها ثابت باشد و با تغییر اندازه ورودی الگوریتم، تغییر نکند. در محاسبات داده‌های حجیم، درجا بودن به معنی فرستادن محاسبات به سمت داده‌ها است درحالی که در روش‌های سنتی (مانند پایگاه داده‌های رابطه‌ای)، داده‌ها به سمت ماشین‌های محاسبه‌گر ارسال می‌شدند. در نرم‌افزارهای ویرایشگر، درجا به معنی پردازش چیزی بدون نیاز به استفاده از نرم‌افزار مجزای دیگر است. برای نمونه وقتی عکسی را که در ویراشگر قرار داده‌ایم بتوانیم در درون خود ویرایشگر آن را ویرایش کنیم (و نیاز به استفاده از نرم‌افزار مجزایی نباشد) این عملیات درجا انجام شده‌است.